# Árpádváros (városrész, Pécs)

Árpádváros Pécs térképén

Árpádváros Pécs egyik déli városrésze, a város egyik legfiatalabb népességű területegysége.  Ezzel együtt itt az egyik legmagasabb a munkaképes lakosság aránya. A magyarázat erre az, hogy az 1980-as évek második felében elkészült lakásokba fiatal párok költöztek, akik a családi életciklusnak abban a szakaszában vannak, amikor még gyermekeik velük egy háztartásban laknak.
A városrész a köztemető és Nagypostavölgy között fekszik. Itt találkozik az 57-es és az 58-as számú főút. Nevét Nagyárpád városrészről kapta.
A területen élő felsőfokú végzettséggel rendelkezők aránya meghaladja a pécsi átlagot. Árpádvárosban, melyet a Köztemető közelsége miatt a helyiek „Szellemvárosként” is hívnak, 1980 előtt még nem volt egyetlen lakóépület sem, ma azonban 38 panelépület is található.

## Határai
Északon a Kanizsai Dorottya út (az 57-es főút városi szakasza), keleten Nagyárpád (a Kemény Zsigmond és Kiss János utcai telkek keleti határa), délen Postavölgy (a Kispostavölgyi út, illetve telekhatárok), nyugaton Megyer és a II. János Pál út (az 58-as főút) határolja.

## Tömegközlekedése
Belvárossal a 41-es, 41E, 41Y és 42Y, Megyerrel, Gyárvárossal és a Budai külvárossal a 121-es és 142-es járatok kötik össze.